# Liste des villes du Kasaï-Occidental
Article principal : province du Kasaï-Occidental en République démocratique du Congo.
Au sens légal en vigueur en RDC, le Kasaï-Occidental ne comporte que deux villes :
- Kananga
- Tshikapa

Autres localités et territoires :  
- Bilomba
- Bunkonde
- Bulape
- Dekese
- Demba
- Dibaya
- Ilebo
- Kabwe
- Kalonda
- Kamonia
- Katende
- Katoka
- Kitangwa
- Lubondaie
- Lukonga
- Lwebo
- Lwiza
- Lwambo
- Masuika
- Mikalayi
- Mikope
- Mushenge
- Ndekesha
- Nyanga
- Tshibala
- Tshikaji
- Tshikula
- Yangala
- Kazumba
- Luemba
- Ngwema